# Szklenice (stacja kolejowa)
Szklenice – zamknięty i zlikwidowany w 2004 roku przystanek osobowy, a dawniej stacja kolejowa w Starym Węglińcu, w gminie Węgliniec, w powiecie zgorzeleckim, w województwie dolnośląskim, w Polsce. Został otwarty w czerwcu 1874 roku przez OLE.